# Мокре печиво

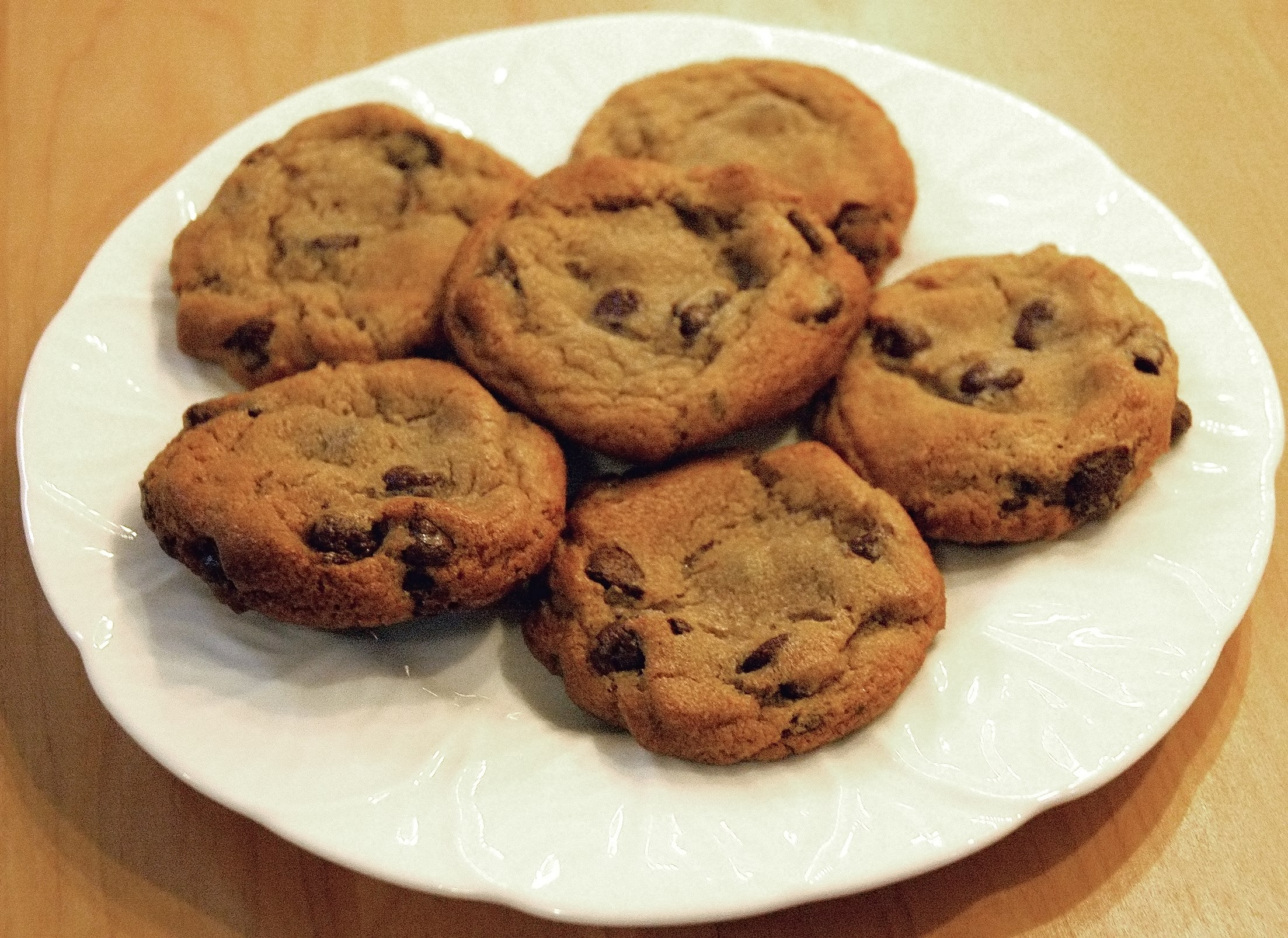
Сухе печиво на тарілці

Мокре печиво (також відоме як ookie cookie, м'яке/розм'якле печиво (limp biscuit), вологе печиво (wet biscuit), влуч/стрільни в/на печиво (shoot the cookie), jizzcuit або кінчи на печиво (cum on a cookie)) — групова чоловіча мастурбація, під час якої учасники мастурбують навколо печива і еякулюють на нього; той, хто зробить це останнім, повинен з’їсти печиво. Крім того, учасник, який не влучив у печиво під час еякуляції, повинен з’їсти його. Гра поширена серед підлітків, зокрема у Великій Британії, Сполучених Штатах та Австралії. В Австралії гра також відома як мокре SAO на честь популярного там печива SAO.
Гра не обов'язково пов'язана з потягосм до людей однієї статі, бо не вимагає прямого сексуального контакту; ідея та практика гри відповідають духу підліткового сексуального дослідження, яке багато хто у Великій Британії асоціює з державними школами, а в Австралії з приватними школами.
Гра була представлена в популярній культурі, зокрема у «Брехуні» Стівена Фрая, німецькому фільмі «Божевільний», фільмі 2006 року Sleeping Dogs Lie, епізоді «Ланцюги» BlackAdder II, епізоді «Freaks & Greeks» Drawn Together, Епізод «Sleepover» Big Mouth, епізод «The Patent Troll» Silicon Valley, рок-гурт Limp Bizkit і пісня Skinless «Scum Cookie».
Згідно з книгою «Закон ігрового майданчика», 1866 чоловіків запитали: «Чи ви брали участь у грі з мокрим печивом, у якій ви змагаєтеся, щоб дрочити на крекер?» Як повідомляється, 6,2% респондентів зізналися, що грали в цю гру.
У листопаді 2011 року The Eagle-Tribune повідомила, що поліція розслідує заяви про те, що старші члени команди змусили двох баскетболістів середньої школи Андовер (Массачусетс) зіграти у мокре печиво.  У січні 2012 року повідомлялося, що двоє студентів були відраховані через цей інцидент, а ще п'ятеро були відсторонені. Було скликано велике журі, щоб визначити, чи варто когось із студентів притягнути до кримінальної відповідальності.